# Ратнью
Ратнью (англ. Rathnew; ирл. Ráth Naoi) — (переписной) посёлок в Ирландии, находится в графстве Уиклоу (провинция Ленстер).
Местная железнодорожная станция была открыта 1 сентября 1866 года, закрыта для товароперевозок 9 июня 1947 года и окончательно закрыта 30 марта 1964 года.

## Демография
Население — 1849 человек (по переписи 2006 года). В 2002 году население составляло 1441.
Данные переписи 2006 года:
| Общие демографические показатели |               |                               |                               |      |      |
| Всё население                    | Всё население | Изменения населения 2002—2006 | Изменения населения 2002—2006 | 2006 | 2006 |
| 2002                             | 2006          | чел.                          | %                             | муж. | жен. |
| 1441                             | 1849          | 408                           | 28,3                          | 912  | 937  |

В нижеприводимых таблицах сумма всех ответов (столбец «сумма»), как правило, меньше общего населения населённого пункта (столбец «2006»).
| Религия (Тема 2 — 5 : Число людей по религиям, 2006) |             |                |             |            |       |      |
| Католики, чел.                                       | Католики, % | Другая религия | Без религии | не указано | сумма | 2006 |
| 1699                                                 | 91,9        | 68             | 47          | 35         | 1849  | 1849 |

| Этно-расовый состав (Этничность. Тема 2 — 3 : Постоянное население по этническому или культурному происхождению, 2006) |            |              |       |        |        |            |       |       |
| Белые ирландцы | Лухт-шулта | Другие белые | Негры | Азиаты | Другие | Не указано | сумма | 2006  |
| 1691 | 9          | 71           | 9     | 7      | 20     | 36         | 1843  | 1849  |
| Доля от всех отвечавших на вопрос, %                                                                                   |            |              |       |        |        |            |       |       |
| 91,8 | 0,5        | 3,9          | 0,5   | 0,4    | 1,1    | 2,0        | 100   | 99,71 |

1 — доля отвечавших на вопрос о языке от всего населения.
| Владение ирландским языком (Тема 3 — 1 : Число людей от 3 лет и старше по способности говорить по-ирландски, 2006) |      |            |       |       |
| Владеете ли Вы ирландским языком?                                                                                  |      |            |       |       |
| Да | Нет  | Не указано | сумма | 2006  |
| 448 | 1233 | 50         | 1731  | 1849  |
| Доля от всех отвечавших на вопрос о языке, %                                                                       |      |            |       |       |
| 25,9 | 71,2 | 2,9        | 100   | 93,61 |

1 — доля отвечавших на вопрос о языке от всего населения.
| Использование ирландского языка (Тема 3 — 2 : Говорящие по-ирландски от 3 лет и старше по частоте использования ирландского языка, 2006) |                                                            |                                               |                                               |                                               |                                               |                                               |       |                                     |      |
| Как часто и где Вы говорите по-ирландски?                                                                                                |                                                            |                                               |                                               |                                               |                                               |                                               |       |                                     |      |
| ежедневно, только в образовательных учреждениях                                                                                          | ежедневно, как в образовательных учреждениях, так и вне их | в других местах (вне образовательной системы) | в других местах (вне образовательной системы) | в других местах (вне образовательной системы) | в других местах (вне образовательной системы) | в других местах (вне образовательной системы) | сумма | всего, отвечавших на вопрос о языке | 2006 |
| ежедневно, только в образовательных учреждениях                                                                                          | ежедневно, как в образовательных учреждениях, так и вне их | ежедневно                                     | каждую неделю                                 | реже                                          | никогда                                       | не указано                                    | сумма | всего, отвечавших на вопрос о языке | 2006 |
| 155 | 11                                                         | 7                                             | 14                                            | 127                                           | 128                                           | 6                                             | 448   | 1731                                | 1849 |
| Доля от всех отвечавших на вопрос о языке, %                                                                                             |                                                            |                                               |                                               |                                               |                                               |                                               |       |                                     |      |
| 9,0 | 0,6                                                        | 0,4                                           | 0,8                                           | 7,3                                           | 7,4                                           | 0,3                                           | 25,9  | 100                                 |      |

| Типы частных жилищ (Тема 6 — 1(a) : Число частных домовладений по типу размещения, 2006) |          |         |                 |            |       |      |
| Отдельный дом                                                                            | Квартира | Комната | Переносные дома | не указано | сумма | 2006 |
| 608                                                                                      | 17       | 0       | 2               | 12         | 639   | 1849 |